# Cindy Hyde-Smith
Cindy Hyde-Smith (Brookhaven, 1959. május 10. –) az Amerikai Egyesült Államok Mississippi államának szenátora.